# Ken Retzer
Kenneth Leo „Ken“ Retzer (* 30. April 1934 in Wood River, Illinois; † 17. Mai 2020 in Sun City, Arizona) war ein US-amerikanischer Baseballspieler in der Major League Baseball (MLB). Retzer kam als Catcher in den Jahren 1961 bis 1964 insgesamt zu 237 Einsätzen für die Washington Senators. 

## Karriere
Ken Retzer unterschrieb aus dem Amateur Free Agent-Status heraus vor der Saison 1954 seinen ersten Profivertrag bei den Cleveland Indians. Am 6. September 1961 wurde er im Rahmen eines Trade gegen Chet Boak zu den Washington Senators transferiert. Bei den Senators kam er bis Saisonende 1961 noch auf 13 Einsätze. In den Jahren 1962 und 1963 spielte Retzer jeweils rund 100 Partien für die Senators, wobei er 1962 mit .285 den besten Batting Average seiner Karriere verzeichnen konnte. 
1963 fing Retzer den zeremoniellen First Pitch der Saison, geworfen vom damaligen Präsident der Vereinigten Staaten John F. Kennedy. Den von Kennedy signierten Ball schenkte er seiner Tochter. Retzer war ebenfalls Catcher beim ersten Pitch des hundert tausendsten MLB-Spiels der Geschichte am 6. September 1963. Der von ihm gefangene Ball ist in der Baseball Hall of Fame ausgestellt.
Nachdem er 1964 nur noch 17 mal zum Einsatz kam tradeten ihn die Senators im Tausch mit Joe McCabe zu den Minnesota Twins, dort wurde er aber nicht in der MLB berücksichtigt und spielte fortan auf AAA-Niveau in den Minor Leagues. Zu Saisonbeginn 1966 wurde Retzer im Tausch mit Walt Bond zu den Houston Astros transferiert. Auch bei den Astros kam Retzer nicht in der MLB zum Einsatz und wechselte im Januar 1967 zurück zu den Cleveland Indians, bei denen er bereits zu Beginn seiner Karriere unter Vertrag stand. Während seiner Karriere bestritt Retzer neben seiner vierjährigen MLB-Zeit 1.073 Partien für in Summe Elf unterschiedliche Teams in den Minor Leagues. 

## Nach der Karriere
Nach seiner aktiven Karriere hatte Retzer verschiedene Jobs und war unter anderem Besitzer des Restaurants Retzer’s Home Plate in San Diego. Zu Beginn seines Ruhestands zog er mit seiner Frau Janet von Kalifornien nach Sun City in Arizona, wo er am 17. Mai 2020 im Alter von 86 Jahren starb.